# Jonny Searle
Jonny Searle, född den 8 maj 1969 i Walton-on-Thames i Storbritannien, är en brittisk roddare.
Han tog OS-brons i fyra utan styrman i samband med de olympiska roddtävlingarna 1996 i Atlanta.